# Recardães
Recardães ist ein Dorf und eine ehemalige Gemeinde (Freguesia) im portugiesischen Kreis Águeda. In der Freguesia Recardães lebten 3554 Einwohner (Stand 30. Juni 2011) auf einer Fläche von 7,5 km².

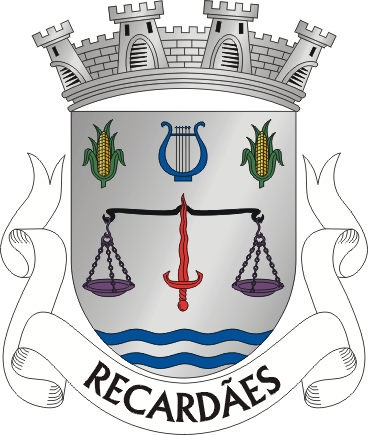
Das Wappen der ehemaligen Freguesia

Am 29. September 2013 wurden die Freguesias Recardães und Espinhel zur neuen Freguesia União das Freguesias de Recardães e Espinhel zusammengefasst. Recardães ist Sitz dieser neu gebildeten Freguesia.